# Callicostella disticha
Callicostella disticha är en bladmossart som beskrevs av Johan Ångström 1873. Callicostella disticha ingår i släktet Callicostella och familjen Hookeriaceae. Inga underarter finns listade i Catalogue of Life.